# Фавер
Фавер (італ. Faver) — колишній муніципалітет в Італії, у регіоні Трентіно-Альто-Адідже,  провінція Тренто. З 1 січня 2016 року Фавер є частиною новоствореного муніципалітету Альтавалле.
Фавер розташований на відстані близько 490 км на північ від Рима, 16 км на північний схід від Тренто.
Населення — 839 осіб (2014).
Покровитель — святий Валентин.

## Демографія
Населення за роками:

Станом на 31 грудня 2014 року в муніципалітеті офіційно проживало 66 іноземців з 9 країн, серед них 3 громадяни країн Євросоюзу та 4 громадяни України.

## Сусідні муніципалітети
- Чембра
- Салорно
- Сегонцано
- Вальда